# Secteur économique
Pour les articles homonymes, voir Secteur.

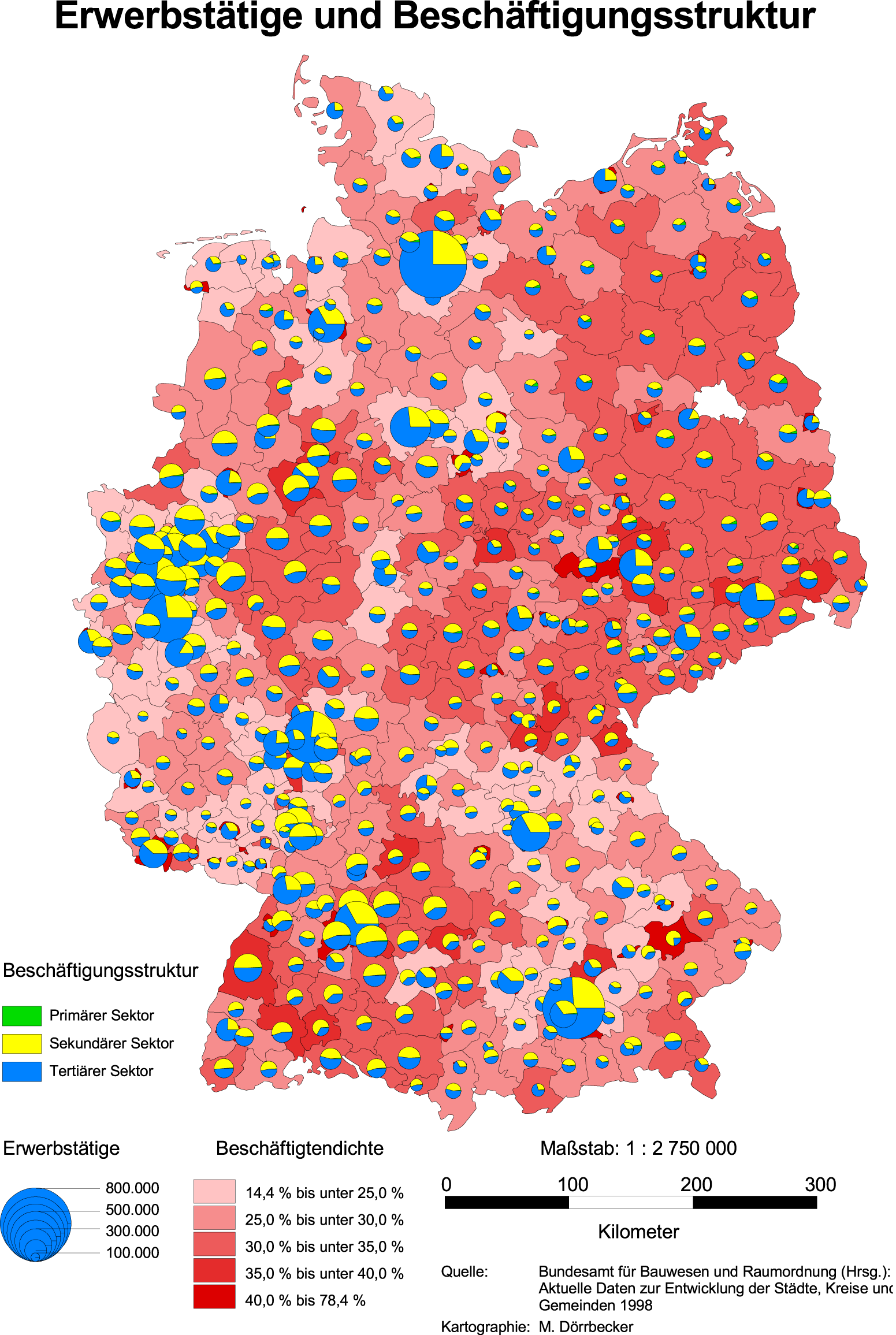
Exemple de décomposition par secteurs économiques : carte de l’économie allemande par nombre d'emplois par régions, et par répartitions des emplois selon les trois secteurs économiques. La couleur rouge indique le taux d'emploi.

Un secteur économique, secteur d'activité ou secteur d'activité économique est un ensemble d'activités économiques ayant des traits similaires. C'est également une subdivision macroéconomique de l’économie, regroupant l’activité des entreprises qui appartiennent à une même catégorie. Traditionnellement la répartition de l’ensemble de l’activité économique est répartie en trois grands secteurs économiques (primaire, secondaire, tertiaire). Cette classification des différentes activités a vu le jour la première fois en 1947 et c'est le statisticien et économiste Colin Clark qui l'a abordé.
L'activité d'un secteur d'activité économique n'est pas tout à fait homogène et comprend des productions ou services secondaires qui relèveraient d'autres items de la nomenclature que celui du secteur considéré, au contraire d'une branche d'activité qui regroupe des unités de production homogènes. 
Par ailleurs, le terme secteur professionnel ou industriel regroupe lui aussi deux définitions :
- celle de multiples domaines d’activité économique, et pour laquelle chaque secteur professionnel regroupe des familles de métiers assez proches pour être considérées comme un appareil de production unique (par exemple, le « secteur du bâtiment, de la pêche, du textile et de la confection, de la banque et des assurances) ;
- celle de branches industrielles d'activité (code APE), et pour laquelle chaque secteur professionnel regroupe les entreprises ou les administrations qui sont assujetties à une même règlementation sociale, fiscale et professionnelle (par exemple de la sidérurgie, du bâtiment et des travaux publics, du commerce et de la grande distribution, de la fonction publique territoriale). Leur regroupement n'est pas non plus arbitraire.

## Trois grands secteurs économiques
Allan Fisher, Colin Clark et Jean Fourastié ont défini trois secteurs économiques principaux, selon la nature de l'industrie :
- le secteur primaire concerne la collecte et l'exploitation des ressources naturelles (matériaux, énergie, et certains aliments) ;
- le secteur secondaire implique les industries de transformation des matières premières ;
- le secteur tertiaire regroupe les industries du service (essentiellement immatériel : conseil, assurance, intermédiation, formation, études et recherche, administration, services à la personne, sécurité, nettoyage, etc.).

Cette classification n'est pas rigide, l'agriculture par exemple ayant été à l'origine classée comme du secteur secondaire (le cultivateur transforme des graines en produits consommables, par exemple), par opposition à la chasse et la simple cueillette.

### Secteur primaire
Le secteur primaire correspond aux activités liées à l'extraction des ressources naturelles. Il comprend l'agriculture, la pêche, l'exploitation forestière et l'exploitation minière. On désigne parfois les trois dernières industries par « autres industries primaires ».

### Secteur secondaire
Le secteur secondaire correspond aux activités liées à la transformation des matières premières, qui sont issues du secteur primaire. Il comprend des activités aussi variées que l’industrie du bois, l’aéronautique et l’électronique, le raffinage du pétrole, la production industrielle, la construction...

### Secteur tertiaire
Le secteur tertiaire regroupe toutes les activités économiques qui ne font pas partie des deux autres, essentiellement des services. Par exemple, le conseil, l’assurance, l'enseignement, la grande distribution, le tourisme, la restauration et les agences immobilières font partie du secteur tertiaire.

### Conséquence sur les modes de travail
Le décalage progressif des activités vers le secteur tertiaire (théorie du déversement développée par Alfred Sauvy, théorie des vagues de développement d'Alvin Toffler) a accru le nombre de « travailleurs intellectuels » selon la définition de Peter Drucker. Mais cet enrichissement des tâches ne s'est pas pour l'instant produit de façon massive, contrairement à ce que certains avaient cru vers les années 1960. Certains emplois d'agent de sécurité, employé de guichet, gardien d'immeuble ou caissière de supermarché appartiennent bien au tertiaire, sans nécessairement représenter un gain en qualité de vie.
Cela maintient certains débouchés pour les personnes peu qualifiées, encore que l'objectif éducatif dans de nombreux pays, y compris des pays émergents, soit d'accroître les qualifications et les capacités créatives. Cet objectif est considéré crucial pour faire face aux évolutions concurrentielles dans le cadre de l'économie à la fois mondialisée et tournée de plus en plus vers la connaissance (économie du savoir). Cette orientation vers le tertiaire et la technologie fait que c'est vers des bassins de main d'œuvre peu qualifiée et peu rémunérée et encore peu touché par le tertiaire que se délocalisent certains emplois (mais, il est vrai, pas l'essentiel de la valeur ajoutée).
Un des traits du glissement des activités vers le secteur tertiaire tient à l'augmentation de la complexité des circuits de production (normes, procédures), au développement de la bureaucratie constaté dès le début du XXe siècle par Max Weber puis Michel Crozier. David Graeber remarque, dans cette inflation du secteur tertiaire, l'émergence de tâches inutiles dont la disparition n'affecterait pas le fonctionnement social global. Il appelle ces métiers des Bullshit jobs.

### Difficulté d’appréciation
Il importe de distinguer secteur global d'une entreprise et répartition des activités à l'intérieur de celle-ci. Une entreprise du secteur secondaire (fabrication de lingots d'acier, par exemple) doit bien par la force des choses posséder des services administratifs, qui font pour leur part partie du tertiaire. Des exemples classiques des écoles de commerce sont les anciennes marques Téléavia et Caravanair, difficiles à imputer à un des secteurs plutôt qu'à l'autre.
On parle parfois de secteur quaternaire qui regrouperait les industries hi-tech, (technologies informatiques, aérospatiale (lancement de satellites), bioindustrie, etc.) et les services très sophistiqués (recherche et éducation de pointe, conseil stratégique, ingénierie financière, médecine de pointe, etc.) généralement pour les pays les plus industrialisés (États-Unis, pays de l'Union européenne, Japon, etc.).

## Une classification matricielle des secteurs d'activité économiques
On peut distinguer :
- d'une part, les entreprises commercialisant des services immatériels (70 % du PIB) de celles commercialisant des produits matériels (30 %) ;
- et, d'autre part, celles commercialisant ces services ou ces produits auprès d'autres entreprises (entreprise à entreprise ou « B2B ») de celles les commercialisant directement ou indirectement auprès du grand public (vente vers particuliers ou « B2C »).

Ceci conduit à distinguer quatre grandes catégories de secteur d'activité économique :
1. Celle des entreprises de service grand public : banque Assurance, croisières, divertissement, transport aérien, transport ferroviaire, etc. ;
2. Celle des entreprises de produits grand public : agroalimentaire, compagnie pétrolières ; cosmétique, constructeurs automobiles, électronique grand public, luxe, pharmacie, etc. ;
3. Celle des entreprises de services industriels : courrier et livraison ; publicité ; technologie et services informatiques, transports maritimes, etc. ;
4. Celle des entreprises de produit industriels : aéronautique, aérospatiale et défense ; bâtiment, construction et travaux publics ; éoliennes ; chimie ; matériel informatique ; santé, etc.

|                                                           | Services immatériels                                                                             | Produits matériels |
| --------------------------------------------------------- | ------------------------------------------------------------------------------------------------ | --- |
| Clients professionnels Marché B2B (business to business)  | 3. Courrier et livraison, publicité, technologie et services informatiques, transports maritimes | 4. Aéronautique, aérospatiale et défense, bâtiment, construction et travaux publics, éoliennes, chimie, matériel informatique, santé |
| Consommateurs grand public Marché B2C (vers particuliers) | 1. Banques et assurances, croisières, divertissement, transport aérien, transport ferroviaire    | 2. Agroalimentaire, compagnie pétrolières, cosmétique, constructeurs automobiles, électronique grand public, luxe, pharmacie, etc.   |

## Nomenclatures
- Les nomenclatures des secteurs économiques
- La nomenclature d'activités française (NAF)
- La Classification générale des activités économiques (NOGA), en Suisse